# Joan de Salisbury
Joan de Salisbury (c. 1120 - 25 d'octubre de 1180) fou un autor, educador i diplomàtic anglès, bisbe de Chartres.

## Primers anys i educació
Salisbury era descendent d'anglosaxons, no de normands, i per tant, possiblement un clergue d'origen humil, la carrera del qual depengué de la seva educació. Més enllà d'això, i del fet d'aplicar-se a si mateix el títol de Johannes Parvus (Joan el Pobre), se'n coneixen pocs detalls dels seus primers anys. De les seves pròpies declaracions, se'n sap que arribà a França al voltant del 1136, i que començà estudis regulars a París sota la guia de Pere Abelard, qui, per un breu període, obrí un altre cop la seva famosa escola a la Muntanya de Santa Genoveva.
Els seus vívids relats de professors i estudiants donen algunes de les més valuoses percepcions dels primers temps de la Universitat de París. Després del retir d'Abelard, Joan seguí els seus estudis amb Alberic de Reims i Robert de Melun. Des del 1138 fins al 1140 estudià gramàtica i els clàssics sota la guia de Guillem de Conches i Ricard de Coutances, deixebles de Bernard de Chartres, probablement a Chartres. L'ensenyança de Bernard era distingida en part per la seva pronunciada tendència platònica, i també pel seu èmfasi en l'estudi dels grans escriptors llatins. La influència d'aquest últim punt es pogué notar en tota l'obra de Joan de Salisbury.
Prop del 1140, Joan es trobava a París estudiant teologia sota la direcció de Gilbert de Poitiers, i després amb Robert Pullus i Simó de Poissy. El 1148, visqué a l'Abadia de Moutiers-la-Celle, a la diòcesi de Troyes, amb el seu amic Pierre de Celle. El mateix any estigué present al Concili de Reims, presidit pel Papa Eugeni III, i fou presentat probablement per Bernat de Claravall a Teobald de Bec, arquebisbe de Canterbury, sota l'apadrinament del qual tornà a Anglaterra el 1153, havent estat un temps a Roma com a secretari del Papa Adrià IV.

## Secretari de l'arquebisbe de Canterbury
Nomenat secretari de Teobald, Joan era freqüentment enviat a missions a la seu papal. Durant aquell temps, compongué les seves més grans obres —publicades segurament el 1159—, Policratus i Metalogicon, escrits invaluables per ser dipositaris d'informació sobre la matèria i forma de l'ensenyament escolàstic, i remarcables pel seu estil cultivat i tendència humanista. A Policratus també dona llums de la decadència, al segle xii, dels modals cortesans i de la relaxada ètica reial. La idea dels seus contemporanis d'estar a espatlles de gegants de l'Antiguitat apareix per primera vegada en forma escrita al Metalogicon. Després de la mort de Teobald el 1161, Joan continuà com a secretari de Thomas Becket, i prengué un paper actiu en les disputes entre aquest primat i el seu sobirà, Enric II, que considerava Joan com un agent del Papa.

## Bisbe de Chartres
El 1176 fou escollit bisbe de Chartres, on visqué fins al final de la seva vida. El 1179 col·laborà fortament amb el Concili del Laterà III. Morí prop de Chartres el 25 d'octubre del 1180.

## Estudis i influències
Els escrits de Joan són excel·lents per clarificar la posició literària i científica de l'Europa Occidental del segle xii. Tot i que versat en la nova lògica i la retòrica dialèctica de la universitat, les posicions de Joan mostren una intel·ligència cultivada en els afers pràctics, oposant-se als extrems tant del nominalisme com del realisme des d'un sentit comú pragmàtic. La seva doctrina és més aviat utilitària, amb una forta propensió, en el costat especulatiu, a l'escepticisme literari de Ciceró, qui admirava i en l'estil del qual en basava el seu. La seva postura que la fi de l'ensenyament era l'aspecte moral, més que allò moralment intel·lectual, es tornà una de les principals doctrines educatives de la civilització occidental, però la seva influència cal trobar-la, ja no en els seus contemporanis, sinó en la visió del món de l'humanisme renaixentista.
Sobre els escriptors grecs, sembla que no coneixia res d'ells de primera mà, i molt poc de les seves traduccions. El Timeu de Plató, en la versió llatina de Calcidi, li era conegut, els seus contemporanis i predecessors, i probablement tingué accés a les traduccions del Fedó i el Menó. D'Aristòtil tingué tot l'Organon en llatí. Ell és, en realitat, el primer dels escriptors medievals per a qui era conegut el conjunt.